# Tokugawa Ieyasu
Tokugawa Ieyasu est un nom japonais traditionnel ; le nom de famille (ou le nom d'école), Tokugawa, précède donc le prénom (ou le nom d'artiste) Ieyasu.
Tokugawa Ieyasu (徳川 家康, né le 31 janvier 1543 et mort le 1er juin 1616) est daimyo puis shogun du Japon.
Il est le dernier des « Trois unificateurs » du Japon de l'époque Sengoku, après Oda Nobunaga et Toyotomi Hideyoshi (aussi nommé « Hashiba »).

## L'enfance de Matsudaira
Tokugawa Ieyasu naît le 31 janvier 1543 sous le nom de « Matsudaira Takechiyo ». Il est l'héritier du clan Matsudaira, petit clan de la province de Mikawa (dans l'actuelle préfecture d'Aichi), déchiré entre les puissants clans Oda et Imagawa.
En 1548, les Oda envahissent le Mikawa. Le père de Ieyasu, Matsudaira Hirotada, demande l'aide d'Imagawa Yoshimoto, daimyo du clan Imagawa, qui accepte à la condition qu'Hirotada lui envoie son fils en tant qu'otage. Hirotada s'exécute, et Ieyasu part donc pour Sunpu (l'actuelle Shizuoka). Mais Oda Nobuhide, le daimyo du clan Oda, a vent de la tractation et il intercepte Ieyasu et sa suite. Il menacera ensuite Hirotada de tuer son fils s'il ne récuse pas son pacte avec Imagawa Yoshimoto pour s'allier aux Oda, Hirotada refuse, arguant que laisser son fils mourir ne ferait que sceller plus encore le pacte le liant aux Imagawa. Nobuhide ne fera finalement aucun mal à Ieyasu.
L'année suivante, en 1549, Hirotada meurt et Nobuhide succombe à une épidémie, laissant le clan Oda dans une grave désorganisation. Imagawa Yoshitomo saute sur l'occasion et envoie Imagawa Sessai assiéger le château où se trouve Oda Nobuhiro, fils aîné et successeur de Nobuhide. Le siège tourne vite à l'avantage des Imagawa, mais Sessai rencontre Oda Nobunaga, fils cadet de Nobuhide, afin de lui proposer un marché : il lèvera le siège à condition que les Oda lui livrent Ieyasu. Les Oda ne peuvent qu'accepter le marché et Ieyasu arrive à Sunpu le lendemain. Il y sera bien traité. Ainsi, de ses six ans jusqu'à ses quatorze ans, Ieyasu restera l'otage des Oda puis des Imagawa.

## Le chemin vers le pouvoir
En 1556, Ieyasu obtient le droit de retourner sur ses terres du Mikawa. Puis il se marie pour la première fois avec Tsukiyama-dono, la nièce de Imagawa Yoshitomo, et change son nom en Matsudaira Motoyasu. Ieyasu fera ensuite ses premiers pas en tant que tacticien dans une campagne contre les Oda qu'il mène sur ordre de Yoshimoto. Il y remportera quelques victoires de relative importance, mais qui lui permettront de commencer à se faire un nom.
En 1560, Imagawa Yoshimoto assemble une armée d'environ 25 000 hommes et marche vers Kyoto, la capitale, afin d'obtenir de l'empereur le titre de shogun. Ieyasu, à la tête de son armée, fait partie des troupes mais est détaché du gros de l'armée pour attaquer un fort frontalier. Il y restera ensuite pour le défendre, ce qui lui permettra d'éviter la bataille surprise d'Okehazama qui sera un vrai désastre pour les Imagawa et de regagner sa liberté. En effet, alors que Yoshimoto fait avancer son armée sur les terres d'Oda Nobunaga (qui a pris la succession de son père à la tête du clan) ce dernier lance une attaque surprise contre Yoshimoto (malgré une nette infériorité numérique et l'avis contraire de ses généraux) et remporte une victoire éclair (la bataille dura quelques minutes seulement), tuant Imagawa Yoshimoto au passage.
Apprenant la défaite d'Okehazama, Ieyasu bat en retraite, puis contacte Nobunaga en vue d'organiser une alliance. Cependant, les tractations se font dans la plus grande discrétion, la femme et le second fils d'Ieyasu se trouvant à ce moment à Sunpu.
En 1561, Ieyasu s'empare du château de Kaminogō, possession Imagawa, et y capture des membres de la famille d'un proche d'Imagawa Ujizane, successeur de Yoshimoto. Cette capture lui permet de récupérer sa femme et son fils (en échange de ses prisonniers), ainsi que de prouver sa bonne volonté à Nobunaga. Ieyasu devient donc vassal de Nobunaga, et il le restera jusqu'à la mort de ce dernier.
Ieyasu ayant maintenant les mains libres, il se consacre à la réorganisation de son clan et de son domaine : il récompense ses vassaux en leur accordant des terres à Mikawa. Ces hommes auront une grande importance dans les nombreuses batailles qu'Ieyasu livrera tout au long de sa vie, et parmi eux on compte notamment Honda Tadakatsu, Ishikawa Kazumasa, Kōriki Kiyonaga, Hattori Hanzō, Sakai Tadatsugu et Sakakibara Yasumasa. Puis, en 1564, il combat les Mikawa Monto, une armée de moines guerriers qui avaient refusé de se soumettre à son autorité, au cours de la bataille d'Azukizaka. Il les vainc et rase leurs temples.
En 1566, il demande à l'empereur l'autorisation de changer son nom en Tokugawa Ieyasu, ce qui lui est accordé. À ce moment-là, il déclare descendre des Minamoto, ce qui lui apporterait en cas de position de force une grande crédibilité pour être nommé shogun. Cependant, il semble peu probable que cette revendication se fonde sur quoi que ce soit d'avéré. Mais, pour le moment, Ieyasu demeure vassal de Nobunaga, et il participe à toutes les batailles importantes aux côtés des Oda : ainsi, il est présent lors de la prise de Kyoto en 1568.
En 1570, il agrandit son territoire en prenant le reste des terres Imagawa à l'issue d'un pacte avec Shingen Takeda, pacte qui lui coûta cher puisque Shingen prit Sunpu avant lui, l'empêchant ainsi d'annexer le Suruga. En réaction, Ieyasu accueille Imagawa Ujizane en lui promettant de lui rendre ses terres. Les relations entre les Tokugawa et les Takeda deviennent alors tendues, situation qui empire lorsque Ieyasu s'allie avec Uesugi Kenshin, ennemi avéré de Takeda Shingen. Puis Tokugawa déplace son quartier général pour se rapprocher du territoire de Shingen et la guerre devient inévitable.
Fin 1571, Shingen qui s'est allié au clan Go-Hōjō envahit le Totomi, qui appartient aux Tokugawa. Ieyasu rallie ses hommes et les deux armées se rencontrent au début de l'année 1572, à la bataille de Mikata-Ga-Hara, où les Tokugawa essuient une cuisante défaite : Ieyasu échappe de peu à la mort. À la suite de cela, Ieyasu passera un an à refuser le combat contre Shingen, vivant dans un état de siège permanent. Fort heureusement pour lui, Takeda Shingen meurt au printemps 1573. L'homme était un brillant général, souvent considéré comme le meilleur de la période et Takeda Katsuyori, son fils et successeur, s'avère incapable de capitaliser les écrasantes victoires de son père.
En 1575, Katsuyori attaque le château de Nagashino à Mikawa et Ieyasu appelle Nobunaga à la rescousse. Celui-ci vient personnellement à la tête d'une grande armée. L'armée Tokugawa-Oda, forte de 38 000 soldats affronte l'armée Takeda à la célèbre bataille de Nagashino. Katsuyori est vaincu, mais il parvient à s'enfuir et se retire sur ses terres de Kai. Il ne laissera jamais Ieyasu tranquille et des affrontements sporadiques entre les deux clans eurent encore lieu, mais Katsuyori ne parvint jamais à reprendre le contrôle de la province de Suruga.
En 1579, la femme de Ieyasu et son fils aîné Nobuyasu furent accusés de conspiration avec les Takeda. Ieyasu ordonna à son fils de se faire seppuku, sa femme fut, quant à elle, exécutée.

## Ieyasu et Hideyoshi
Au printemps 1582, Nobunaga est assassiné par l'un de ses vassaux, Akechi Mitsuhide. Ieyasu est, à ce moment-là, dans les environs d'Osaka et, n'étant pas en mesure d'affronter Mitsuhide, il se voit contraint de rentrer chez lui en évitant les troupes de son ennemi qui le cherche pour l'exécuter. De retour sur ses terres, Ieyasu envisage d'aller venger Nobunaga mais il est devancé par Toyotomi Hideyoshi qui a écrasé Mitsuhide à la bataille de Yamazaki. Ieyasu met ensuite à profit la mort de Nobunaga pour envahir les provinces de Kai et Shinano, les deux anciennes provinces du clan Takeda, que Nobunaga avait écrasé juste avant de mourir. Mais les Hōjō réagissent et envoient une grande armée l'en empêcher. Les deux clans ne s'affronteront pas, et passeront un accord stipulant qu'Ieyasu garde le contrôle de Kai et Shinano, tandis que les Hojo prendront le contrôle de la province de Kazusa.
En 1583, une guerre éclate entre Hideyoshi et Shibata Katsuie, un autre ancien vassal de Nobunaga. Ieyasu restera neutre dans cet affrontement, préférant éviter le conflit avec Hideyoshi, qui anéantira Katsuie à la bataille de Shizugatake et deviendra ainsi le daimyo le plus puissant du Japon.
En 1584, Ieyasu soutient Oda Nobukatsu contre Hideyoshi. Nobukatsu, fils de Nobunaga, voulait succéder à son père et contestait ainsi le pouvoir d'Hideyoshi. Le fait qu'Ieyasu le soutienne n'était qu'une manière de provoquer les Toyotomi, de générer un affrontement avant que la puissance d'Hideyoshi ne devienne trop grande pour qu'il soit vaincu. Ieyasu envoie donc une armée au château d'Owari. Hideyoshi répond en conduisant une armée dans la province du même nom. Les deux armées se rencontrent une première fois à la bataille de Komaki (en vérité une simple escarmouche) puis à la bataille de Nagakute, seul véritable affrontement de ce qu'on appelle aujourd'hui la campagne de Komaki. Un an plus tard, les deux daimyos décrètent une trêve sous l'impulsion de Nobukatsu, puis Ieyasu se rend en 1586 à Osaka pour y rencontrer Hideyoshi et lui faire allégeance. La paix est conclue, mais il va de soi qu'Hideyoshi n'a plus confiance en Ieyasu. De fait, celui-ci ne participera plus à aucune campagne militaire (exception faite de la campagne d'Odawara). Pendant les deux invasion de la Corée (1592 et 1597), Ieyasu sera présent au quartier général, mais n'enverra aucun homme sur place.
En 1590, après avoir soumis Shikoku et les Shimazu de Kyushu, Hideyoshi attaque Hōjō Ujimasa, grand daimyo de la région de Kantō. Ieyasu envoie 30 000 hommes sur place, qui se joignent à l'armée Toyotomi qui atteint alors un total de 160 000 hommes. Après la prise de plusieurs châteaux frontaliers, l'armée met le siège devant le château d'Odawara où les Hōjō se sont enfermés. Le siège durera six mois aux termes desquels il sera pris. Les chefs Hōjō se suicident et Hideyoshi offre à Ieyasu de prendre le contrôle de leurs provinces en échange des cinq qu'il possède (Mikawa, Totomi, Suruga, Shinano, Kai). Ieyasu accepte et emménage sur ses nouvelles terres. Après leur disparition, Date Masamune, daimyo de la province septentrionale de Sendai, devient le dernier daimyo indépendant du Japon ; ses terres sont éloignées de celles d'Hideyoshi. Il se soumettra quelque temps après.
Ieyasu hérite donc des provinces Hōjō, plus riches que celles qu'il possédait auparavant. Il établit sa capitale à Edo (actuelle Tokyo) mais ce faisant il s'éloigne d'Hideyoshi et donc du centre politique du pays, ce qui était probablement l'objectif de Toyotomi. Cet éloignement lui permet également d'éviter de participer à l'invasion de la Corée entre 1592 et 1597 et ainsi d'économiser son armée ce qui contribue à lui donner un avantage à Sekigahara quelques années plus tard contre les autres généraux d'Hideyoshi dont le réservoir de troupes avait été entamé pendant cette campagne qui fut coûteuse en hommes.
Après la mort de Hideyoshi Toyotomi en 1598, le combat commence presque immédiatement entre les 5 régents qu'il avait mis en place pour gérer la minorité de son fils Hideyori Toyotomi (né en 1593). Ieyasu Tokugawa, membre éminent de ce conseil et ancien lieutenant important de Nobunaga Oda, prend rapidement l'avantage. Il obtint, en 1600, le soutien de la moitié des daimyos en écrasant une coalition de rivaux dans l'ouest du Japon au cours de la bataille de Sekigahara et devint, de facto, le dirigeant du pays. Il fait épouser à Hideyori sa petite-fille, Senhime, âgée de sept ans, puis s'en débarrassera définitivement en 1615, prétextant un différend au sujet d'une inscription dans un temple.

## Le premier shogun Tokugawa
En 1603, après s'être fait attribuer le titre de shogun (chef des armées), il fit du village de Edo (江戸, « porte de la rivière »), où il avait établi ses quartiers généraux, la nouvelle capitale. Edo deviendra Tokyo (« capitale de l'Est ») à partir de l'ère Meiji. Ieyasu était donc le premier shogun de la dynastie des Tokugawa, qui règnera sur le Japon jusqu'en 1868 (révolution Meiji).
En 1614, le clan Toyotomi reconstruit le château d'Osaka et un sanctuaire proche, incluant une cloche, sur laquelle se trouve une inscription disant : « Puisse l'État être pacifique et prospère ; à l'Est il salue la pâle lune, et dans l'Ouest fait ses adieux au soleil couchant. » Ieyasu, installé à Edo, qui est situé à l'est, interprète ceci comme une insulte, et la tension commence à grimper entre les deux clans. Cela empire lorsque Hideyori commence à rassembler une force composée de rōnins et d'ennemis des Tokugawa à Osaka. Ieyasu décide alors d'empêcher cette force grandissante, et y envoie 194 000 hommes. Ainsi débute la campagne d'Osaka, série de batailles livrées par le shogunat Tokugawa afin de détruire le clan Toyotomi. C'est en 1615 que le siège aboutira avec la défaite de Hideyori, qui se fait seppuku dans son château, à l'issue de la bataille de Tennōji, mettant fin au clan Toyotomi et ouvrant la voie à deux cent cinquante ans de shogunat Tokugawa.
À sa mort, Ieyasu a été enterré à Sunpu (maintenant Shizuoka) dans le sanctuaire appelé Kunōzan Tōshō-gū, puis son corps a été déplacé à Nikkō. Le mausolée de Tokugawa Ieyasu se situe dans le sanctuaire Tōshō-gū, sis à Nikkō (日光) (à plus ou moins 140 km au nord de Tokyo).

Le château de Nagoya a été bâti sur ordre de Ieyasu Tokugawa en 1609.

## La personnalité de Ieyasu

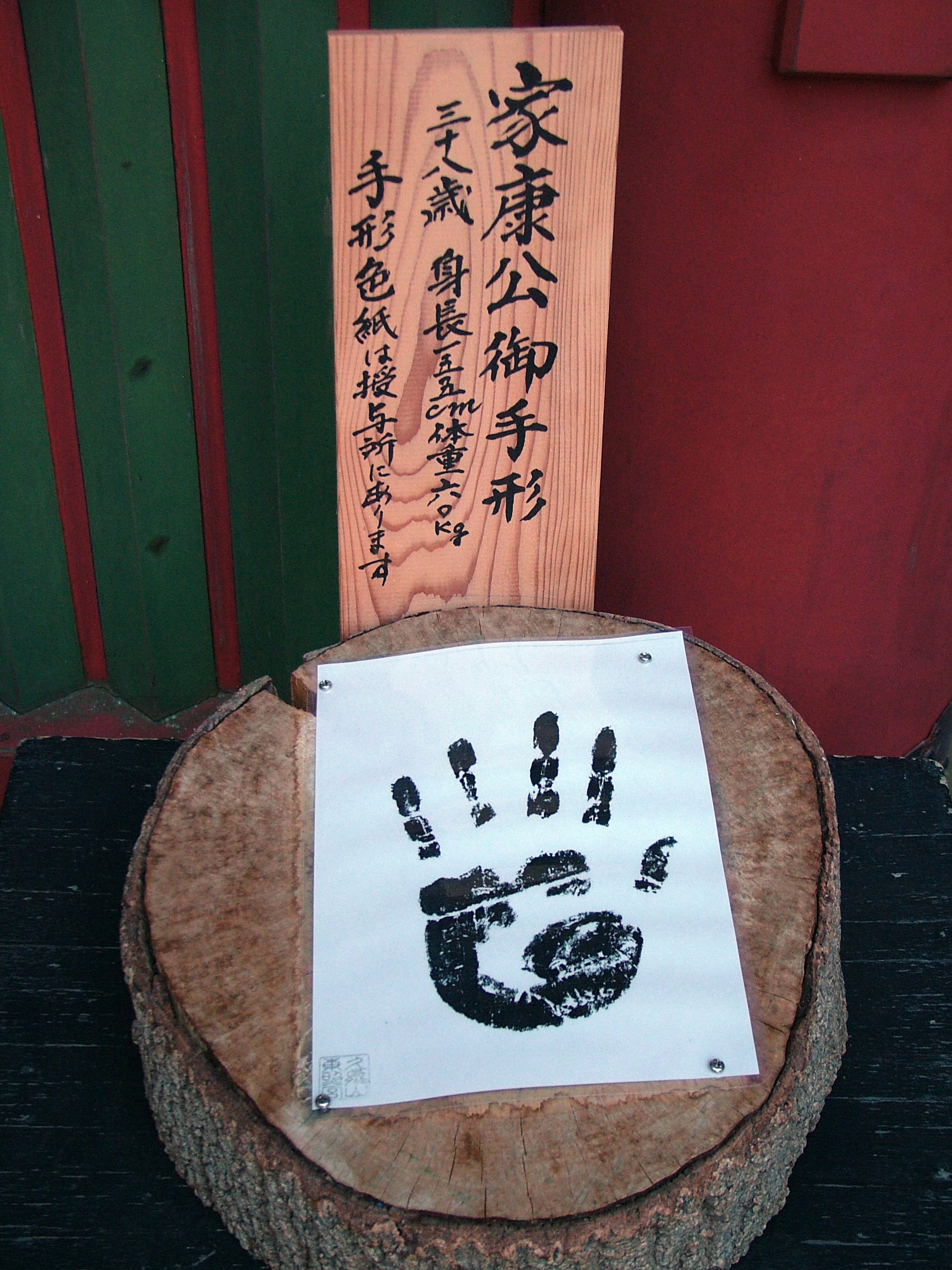
Empreinte de Ieyasu au sanctuaire Kunōzan Tōshō-gū.

Le seigneur Ieyasu avait de nombreux atouts qui lui ont permis d'accéder au pouvoir. Il n'était pas très apprécié du peuple mais était craint et respecté pour son charisme et sa ruse. Il était calculateur et subtil et a souvent modifié ses alliances au moment où cela l'arrangeait. Il s'est d'abord allié à Shingen Takeda puis changea d'avis et fut responsable de la mort de Shingen et de son fils. Il s'est allié au clan Hōjō puis rejoint l'armée d'Hideyoshi qui le détruisit et c'est Ieyasu qui récupéra leur territoire. Ce genre de comportement était courant dans une période de violence, de mort soudaine et de trahison.
Il était capable d'une grande loyauté. Une fois allié à Oda Nobunaga, il ne se dressa jamais contre lui et les deux chefs profitèrent de leur longue alliance. Il était connu pour son dévouement envers ses amis et ses vassaux qu'il récompensait. Toutefois, il était rancunier. On dit que, devenu puissant, il a exécuté un homme qui l'avait insulté pendant sa jeunesse.
Ieyasu protège de nombreux anciens obligés des Takeda de la colère d'Oda Nobunaga, qui était connu pour nourrir une rancune amère envers les Takeda. Il réussit à transformer avec succès un grand nombre de vassaux des clans Takeda, Hōjō et Imagawa — qu'il a battus lui-même ou aidés à vaincre — en partisans.
Ieyasu est connu pour être impitoyable. Il ordonne également personnellement à ses hommes d'exécuter le jeune fils encore enfant de Hideyori, Kunimatsu. Il ordonne l'exécution de chaque soldat trouvé qui a participé à la défense du château d'Osaka. Des dizaines de milliers de samouraïs auraient été tués, leurs têtes fichées sur des planches de bois qui bordent la route de Kyoto jusqu'à Fushimi. Son manque de compassion n'est pas particulièrement rare pour son temps et peut être attribué à son éducation au milieu des guerres, des assassinats et de la violence continue. Une citation de Ieyasu tel que représenté dans le film Rikyu résume à peu près sa vision de la vie : « La vie signifie que je peux vivre pour voir demain. »
Le passe-temps favori de Ieyasu est le colportage. Il le considère comme une excellente formation pour un guerrier. « Quand vous allez colporter dans le pays, vous apprenez à comprendre l'esprit militaire et aussi la vie difficile des classes inférieures. Vous exercez vos muscles et entraînez vos membres. Vous avez une quantité de marche et de course et devenez indifférent à la chaleur et froid et ainsi vous êtes peu susceptibles de souffrir d'une maladie. » Ieyasu a souvent nagé ; même à la fin de sa vie, il aurait nagé dans les douves du château d'Edo.
Plus tard, il se tourne vers l'érudition et la religion et se fait mécène de savants célèbres comme Hayashi Razan.
Deux de ses citations célèbres :

« La vie est semblable à un long voyage avec un lourd fardeau. Que tes pas soient lents et réguliers afin de ne pas trébucher. Persuade-toi que l'imperfection et les inconvénients sont le lot naturel des mortels, et il n'y aura pas de place pour le mécontentement ni pour le désespoir. Quand les désirs ambitieux se posent dans ton cœur, souviens-toi des jours extrêmes que tu as traversés. La tolérance est la racine de la tranquillité et de la sécurité pour toujours. Regarde la colère de l'ennemi. Si tu ne connais que ce qui est à conquérir et ne sais pas ce que c'est que d'être vaincu, malheur à toi, il en ira mal pour toi. Trouve à redire chez toi plutôt que chez les autres. »

« Dans la vie, les hommes les plus forts sont ceux qui comprennent la signification du mot patience. La patience signifie retenir ses inclinations. Il y a sept émotions : la joie, la colère, l'anxiété, l'amour, la douleur, la peur et la haine, et si un homme ne cède pas à ces dernières, il peut être appelé patient. Je ne suis pas aussi fort que je pourrais l'être, mais j'ai longtemps connu et pratiqué la patience. Et si mes descendants veulent être comme je suis, ils doivent étudier la patience. »

Il affirme s'être battu comme guerrier ou général en quatre-vingt-dix combats.
Selon certaines sources, Ieyasu était connu pour avoir l'habitude de se ronger les ongles quand il était nerveux, en particulier avant et pendant la bataille.
Il s'est intéressé à diverses compétences kenjutsu et était un défendeur de l'école Yagyū Shinkage-ryū et employait aussi certains d'entre eux comme ses instructeurs personnels d'épée.

## La politique de Ieyasu
Sous son emprise, la société japonaise se replie : les frontières sont fermées et seuls les vaisseaux de la Compagnie néerlandaise des Indes orientales sont autorisés à commercer dans le comptoir de l'île de Dejima, à l'entrée du port de Nagasaki. Une austère idéologie néo-confucéenne est prônée, reposant sur une stricte séparation des classes sociales, et l'interdiction de tout signe ostentatoire de richesse. La fonction shogunale devient même héréditaire afin de décourager les éventuelles prétentions des grands seigneurs féodaux (les daimyos).
Il crée une nouvelle capitale administrative à Edo (actuelle Tôkyô), siège du shogunat. Ce n'était qu'un village de pêcheurs, mais en 1635 il impose à tous les daimyos d'y résider une année sur deux, tandis que leur famille doivent y résider en permanence.

## Descendance de Tokugawa Ieyasu
Dans ses relations personnelles, Ieyasu manifeste le même tempérament que celui qu'il a avec des étrangers. Il eut dix-neuf femmes et concubines, qui lui donnèrent onze fils et cinq filles. Il prit grand soin de ses enfants et petits-enfants, et fit de trois d'entre eux, Yorinobu, Yoshinao, et Yorifusa les daimyos respectifs des provinces de Kii, Owari et Mito. Il pouvait aussi être extrêmement dur : il ordonna l'exécution de sa première femme et de son fils aîné.
- Senahime, fille de Sekiguchi Chikanaga et d'une sœur de Imagawa Yoshitomo ; surnommée Tsukiyama Dono, mariée en janvier 1557, mise à mort en 1579, mère de :
  - Matsudaira Nobuyasu (13 avril 1559-5 octobre 1579) ;
  - Kamehime (27 juin 1560-1er juillet 1625), mariée en 1577 à Okudaira Nobumasa (1555-1615), dont un fils Okudaira Sadayoshi.
- Asahi-hime (1543-18 février 1590), sœur de Toyotomi Hideyoshi, fille de Chikuami et de Omandokoro (mère de Hideyoshi), mariée (A) soit à Saji Hyuga no Kami, soit à Soeda Jimbei, mariée (B) en mai 1586 à Ieyasu.
- Nishigori no Kata, fille de Udono Nagataka, mère de
  - Toku Hime (1565-3 mars 1615) aussi appelée Tomiko, mariée (A) en 1582 à Hojo Ujinao (1562-19 décembre 1591) fils de Hojo Ujimasa et de la fille aînée de Takeda Shingen ; mariée (B) en 1594 à Ikeda Terumasa (31 janvier 1565-16 mars 1613), dont un fils Ikeda Nobuteru.
- O-Man no Kata, fille d'un prêtre shinto du clan Nagai, mère de
  - Yūki Hideyasu (1er mars 1574-2 juin 1607).
- Acha no Tsubone (16 mars 1555-16 février 1637), nonne Unko-In, veuve de Kamio ; concubine de Ieyasu en 1578.
- O-Ai no Kata (1552-1589), fille de Totsuka Gorodaiyu et adoptée dans le clan Saigo, surnommée Saigo no Tsubone, nom posthume Hodai-In, mère de :
  - Tokugawa Hidetada (1579-1632), 2e shogun ;
  - Matsudaira Tadayoshi (18 octobre 1580-1er avril 1607).
- O-Take no Kata, fille de Ishikawa Masanaga, mère de :
  - Furuhime (1580-27 septembre 1617), mariée (A) à Gamō Hideyuki (1583-13 juin 1612) fils de Gamo Ujisato et de Oda Fuyuhime, daimyo d'Aizu ; mariée (B) en 1615 à Asano Nagaakira (1586-1632), fils d'Asano Nagamasa, daimyo de Wakayama ;
  - Tokugawa Yoshinao (18 octobre 1583-15 octobre 1603).
- Chaa no Tsubone, de la famille Kawamura, morte le 30 juillet 1621, mère de :
  - Matsudaira Tadateru (16 février 1592-24 août 1683) ;
  - Matsuchiyo (1594-1599).
- O-Mutsu no Kata, du clan Mitsui, morte en couches en 1592.
- O-Kame no Kata (1573-9 octobre 1642), surnommée Shimizu Dono, mère de :
  - Senchiyo (1595-1600) ;
  - Tokugawa Yoshinao (2 janvier 1601-5 juin 1650).
- Mamiya Dono, mère de
  - Matsuhime (1595-1598), nom posthume Eisho-In.
- O-Man no Katai (1580-13 octobre 1653), fille de Masaki Kansa, fille adoptive de Kageyama Ujihiro, mère de :
  - Tokugawa Yorinobu (28 avril 1602-19 février 1671) ;
  - Tokugawa Yorifusa (15 septembre 1603-23 août 1661).
- O-Katsu no Tsubone (7 décembre 1578-17 septembre 1642), également appelée O-Kaji no Tsubone, fille de Ota Yasusuke, nonne sous le nom de Eisho-in, mère de
  - Ichihime (28 janvier 1607-7 mars 1610), nom posthume Seiun-In.
- O-Natsu no Kata, fille de Hasegawa Sanjuro.
- O-Roku no Kata, fille de Kuroda Nagaharu.
- O-Bai no Kata, fille d'Aoki Kazunori.
- O-Ume no Kata, remariée à Honda Masazumi (1566-5 avril 1637), fils de Honda Masanobu.

## Jeux vidéo et fiction
- Dès le XVIIe siècle la pièce de théâtre de marionnettes Yoshitsune Shin Takadachi le fait apparaître sous les traits du shogun Minamoto no Yoritomo, dirigeant du XIIe siècle, pour éviter la censure
- Apparitions récurrentes dans la série Sengoku Basara
  - Devil Kings (nom occidental de Sengoku Basara)
  - Sengoku Basara 2
  - Sengoku Basara 2 : Heroes
  - Sengoku Basara X
  - Sengoku Basara : Battle Heroes
  - Sengoku Basara : Samurai Heroes
  - Sengoku Basara : Samurai Heroes utage
- Kagemusha, l'Ombre du guerrier (1980), d'Akira Kurosawa.
- Ieyasu Tokugawa est le dirigeant des Japonais dans plusieurs jeux de la série Sid Meier's Civilization (I, II, III, IV et VI avec Hojo Tokimune).
- Personnage de la saga Samurai Warriors.
- Il apparaît à plusieurs reprises dans le manga Samurai Deeper Kyo.
- Il est représenté par le personnage de Toranaga dans Shogun de James Clavell. Le livre est adapté à deux reprises à la télévision, où le rôle est interprété par Toshirō Mifune dans la mini-série de 1980 et par Hiroyuki Sanada dans la mini-série de 2024.
- Il est l'un des deux chefs militaires que l'on peut suivre dans le jeu vidéo Kessen.
- On le contrôle lors de la campagne du Japon dans Age of Empires 3 (The Asian Dynasties).
- Shogun : le plus grand des samouraïs, version fr. de la série Chefs de guerre, produit par la BBC, 2008.
- Il est aussi présent dans le jeu Total War Shogun 2.
- Il joue un grand rôle dans l'anime Sengoku Otome.
- Dans le jeu vidéo de Capcom, Onimusha: Dawn of Dreams, Ieyasu Tokugawa est l'un personnages principaux du scénario du jeu.
- Il apparaît aussi dans le jeu Sengoku basara.
- Il apparaît aussi dans l'anime Nobunaga the Fool.
- Il joue un rôle important dans le jeu vidéo Nioh.
- Il est un personnage secondaire important du manga Azumi.
- Il est l'un des chefs de guerre que le joueur affronte au cours de son aventure dans le jeu Pokémon Conquest, son Royaume se nomme Valora.
- Il apparaît dans plusieurs épisodes de la série documentaire "Age Of Samurai" de Netflix.
- Assassin's Creed Shadows